# Nicolae Berechet
Nicolae Berechet (ur. 16 kwietnia 1915 w Desești, zm. 14 sierpnia 1936 w Berlinie) – rumuński pięściarz. Uczestnik Igrzysk Olimpijskich w 1936 w Berlinie. Na igrzyskach wziął udział w turnieju wagi piórkowej. W pierwszej walce turnieju przegrał decyzją sędziów z Estończykiem Evaldem Seebergiem.
Kilka dni po walce Rumun zmarł. Oficjalną przyczyną śmierci było zatrucie krwi (sepsa), jednakże nie wyklucza się, że do śmierci mogło doprowadzić krwawienie wewnętrzne z wątroby, w którą zawodnik został uderzony przez Seeberga.
Nicolae Berechet został pochowany w Berlinie.